# Bohdan Butko
Bohdan Butko (ukrainisch Богдан Євгенович Бутко; * 13. Januar 1991 in Donezk, Ukrainische SSR) ist ein ukrainischer Fußballspieler. Er wird als rechter Außenverteidiger eingesetzt und spielt für Schachtar Donezk. 

## Karriere

### Verein
Butko entstammt der Jugend von Schachtar Donezk. Dort kam er jedoch nur in der zweiten und dritten Mannschaft zum Einsatz. In der ersten Mannschaft war Darijo Srna unangefochtener Stammspieler, so dass Butko sich nicht durchsetzen konnte.
In der Saison 2010/2011 wurde er an Wolyn Luzk verliehen. Dort kam er auf regelmäßige Einsätze in der Premjer-Liha. Im Jahr darauf wechselte er zu Illitschiwez Mariupol. Dort wurde er Stammspieler auf der rechten Abwehrseite und trug in der Saison 2012/13 mehrmals die Kapitänsbinde.
Zum Jahreswechsel 2014/15 bekam er ein Angebot aus der Premjer-Liga von Amkar Perm. Er wechselte zu dem russischen Verein und konnte sich auch dort sofort als Rechtsverteidiger etablieren.

### Nationalmannschaft
Butko war Mitglied mehrerer Juniorennationalmannschaften seines Landes. Mit der U-19 nahm er 2009 an der Europameisterschaft teil, aus welcher seine Mannschaft als Europameister hervorging. Butko kam in zwei Vorrundenspielen zum Einsatz, bevor er sich eine Verletzung zuzog und für den Rest des Turniers ausfiel. 2011 nahm er auch an der U-21-Europameisterschaft teil und kam in allen drei Vorrundenspielen zum Einsatz. Für das Halbfinale konnte die Ukraine sich nicht qualifizieren.
Am 2. September 2011 debütierte Butko in der A-Nationalmannschaft beim Freundschaftsspiel gegen Uruguay. Seitdem kam er regelmäßig in Länderspielen zum Einsatz. Er stand auch bei der Europameisterschaft 2012 im Kader der Ukraine, wo er im letzten Gruppenspiel eingewechselt wurde und so zu seinem ersten Einsatz bei einem internationalen Turnier kam.
In der WM-Qualifikation 2013 stand Butko danach mehrfach im Kader, kam aber immer seltener zum Einsatz. Für lange Zeit blieb er dann ohne Berücksichtigung, im Vorfeld der Fußball-Europameisterschaft 2016 in Frankreich wurde er wieder ins Aufgebot der Ukraine aufgenommen und bestritt jeweils eine Halbzeit bei den beiden direkten Vorbereitungsspielen. Beim Turnier hatte er seinen einzigen Einsatz im dritten Spiel, wo er auch gleich in der Startelf stand. Trotz guten Spiels verlor das Team und schied punkt- und torlos aus.

## Erfolge
- U-19-Europameister 2009